# Tiårskrigen
Tiårskrigen (spansk: Guerra de los Diez Años) (1868–1878), også kaldet Den Store Krig eller Krigen '68, var en krig udkæmpet mellem 1868 og 1878. Krigen begyndte den 10. oktober 1868, da sukkerplantageejer Carlos Manuel de Céspedes d.æ. og hans tilhængere erklærede Cuba selvstændigt og uafhængigt fra Spanien.  Det var den første af de tre krige, som cubanerne udkæmpede mod Spanien, de andre var Den lille krig (1879–1880) og Den cubanske uafhængighedskrig (1895–1898).